# Biathlon bei den Winterasienspielen 2003
Biathlon bei den Winterasienspielen 2003 in der Präfektur Aomori wurde bei der fünften Austragung des Ereignisses für Männer und für Frauen in jeweils drei Rennen, Sprint, Verfolgung und mit der Staffel, durchgeführt. Dominierende Nationen waren China und insbesondere erstmals seit 1990 wieder Japan, das alle sechs Einzelmedaillen bei den Männern gewann. Dominierender Athlet bei den Männern war Hironao Meguro, der alle drei möglichen Goldmedaillen gewann, bei den Frauen Kong Yingchao mit zweimal Gold und einmal Silber.
Austragungsort der Biathlonwettbewerbe war der Iwaki-san sōgō kōen (engl. Mt. Iwaki Sports Park oder Iwaki General Athletic Park) in Iwaki, heute Teil der Stadt Hirosaki, im Südwesten der Präfektur Aomori.

## Männer

### Sprint
| Rang | Biathlet             | Zeit    | Fehler |
| ---- | -------------------- | ------- | ------ |
| 1    | Hironao Meguro       | 28:40.3 | 3      |
| 2    | Sunao Noto           | 29:14.8 | 3      |
| 3    | Tatsumi Kasahara     | 29:45.8 | 4      |
| 4    | Jerden Äbdirachmanow | 30:02.7 | 2      |
| 5    | Qiu Lianhai          | 30:05.0 | 3      |
| 6    | Kyōji Suga           | 30:23.7 | 7      |
| 7    | Son Hae-kwam         | 30:53.4 | 1      |
| 8    | Zhang Qing           | 30:56.3 | 5      |
| 9    | Alexander Fadejew    | 31:20.0 | 2      |
| 10   | Dmitri Posdnjakow    | 31:23.9 | 5      |
| 11   | Igor Selenkow        | 31:36.1 | 4      |
| 12   | Kim Kyung-tae        | 31:51.8 | 3      |
| 13   | Wang Xin             | 32:29.9 | 4      |
| 14   | Zhang Hongjun        | 32:46.4 | 5      |
| 15   | Shin Byung-kook      | 33:08.1 | 6      |
| 16   | Park Yun-bae         | 34:59.8 | 7      |

3. Februar 2003

### Verfolgung
| Rang | Biathlet             | Zeit    | Fehler |
| ---- | -------------------- | ------- | ------ |
| 1    | Hironao Meguro       | 39:09.8 | 4      |
| 2    | Sunao Noto           | 41:34.3 | 6      |
| 3    | Kyōji Suga           | 41:56.9 | 6      |
| 4    | Jerden Äbdirachmanow | 43:47.5 | 5      |
| 5    | Qiu Lianhai          | 45:20.0 | 7      |
| 6    | Tatsumi Kasahara     | 45:44.8 | 12     |
| 7    | Dmitri Posdnjakow    | 45:46.0 | 5      |
| 8    | Zhang Qing           | 46:24.0 | 10     |
| 9    | Igor Selenkow        | 46:31.3 | 10     |
| 10   | Kim Kyung-tae        | 46:36.2 | 4      |
| 11   | Shin Byung-kook      | 47:45.3 | 3      |
| 12   | Son Hae-kwam         | 48:28.9 | 4      |
| 13   | Zhang Hongjun        | 49:01.8 | 5      |
| 14   | Wang Xin             | 49:54.8 | 8      |
| 15   | Alexander Fadejew    | 54:31.5 | 14     |
| 16   | Park Yun-bae         | 55:01.0 | 8      |

5. Februar 2003

### Staffel
| Rang | Team                | Biathleten                                              | Zeit      | Fehler |
| ---- | ------------------- | ------------------------------------------------------- | --------- | ------ |
| 1    | Japan               | Sunao Noto Hironao Meguro Tatsumi Kasahara Kyōji Suga   | 1:25:40.0 | 0+15   |
| 2    | Südkorea            | Son Hae-kwam Kim Kyung-tae Shin Byung-kook Park Yun-bae | 1:32:36.1 | 0+14   |
| 3    | Volksrepublik China | Qiu Lianhai Zhang Hongjun Zhang Qing Wang Xin           | 1:33:49.3 | 3+13   |
| 4    | Kasachstan          |                                                         | 1:33:49.6 | 5+20   |

7. Februar 2003

## Frauen

### Sprint
| Rang | Biathletin                | Zeit    | Fehler |
| ---- | ------------------------- | ------- | ------ |
| 1    | Tamami Tanaka             | 24:30.9 | 4      |
| 2    | Kong Yingchao             | 24:43.9 | 3      |
| 3    | Liu Xianying              | 24:50.6 | 3      |
| 4    | Jelena Dubok              | 25:23.1 | 2      |
| 5    | Sun Ribo                  | 25:25.9 | 4      |
| 6    | Liu Yuanyuan              | 25:36.5 | 4      |
| 7    | Kanae Suzuki              | 26:27.3 | 7      |
| 8    | Wiktorija Afanassjewa     | 26:31.5 | 5      |
| 9    | Sanae Takano              | 26:46.9 | 5      |
| 10   | Irina Moschewitina        | 27:51.3 | 2      |
| 11   | Ikuyo Tsukidate           | 28:09.1 | 7      |
| 12   | Olga Dudtschenko          | 28:13.4 | 3      |
| 13   | Kim Ja-youn               | 28:21.6 | 2      |
| 14   | Baik Mi-ra                | 29:34.5 | 4      |
| 15   | Jung Yang-mi              | 31:42.6 | 5      |
| 16   | Dong Jung-lim             | 33:44.2 | 4      |
| 17   | Schirnengiin Bolortsetseg | 41:20.2 | 10     |

3. Februar 2003

### Verfolgung
| Rang | Biathletin                | Zeit      | Fehler |
| ---- | ------------------------- | --------- | ------ |
| 1    | Kong Yingchao             | 40:17.9   | 4      |
| 2    | Liu Xianying              | 41:16.8   | 3      |
| 3    | Sun Ribo                  | 42:28.7   | 5      |
| 4    | Tamami Tanaka             | 42:34.0   | 8      |
| 5    | Jelena Dubok              | 43:36.4   | 4      |
| 6    | Kanae Suzuki              | 46:25.3   | 10     |
| 7    | Ikuyo Tsukidate           | 46:40.2   | 7      |
| 8    | Wiktorija Afanassjewa     | 48:23.5   | 9      |
| 9    | Liu Yuanyuan              | 49:21.4   | 10     |
| 10   | Sanae Takano              | 50:14.2   | 12     |
| 11   | Olga Dudtschenko          | 51:29.0   | 7      |
| 12   | Kim Ja-youn               | 54:05.5   | 9      |
| 13   | Irina Moschewitina        | 55:17.0   | 11     |
| 14   | Jung Yang-mi              | 57:10.9   | 6      |
| 15   | Baik Mi-ra                | 59:48.4   | 13     |
| 16   | Dong Jung-lim             | 1:03:37.2 | 11     |
| 17   | Schirnengiin Bolortsetseg | 1:09:46.1 | 18     |

5. Februar 2003

### Staffel
| Rang | Team                | Biathletinnen                                                          | Zeit      | Fehler |
| ---- | ------------------- | ---------------------------------------------------------------------- | --------- | ------ |
| 1    | Volksrepublik China | Kong Yingchao Liu Xianying Sun Ribo Yu Shumei                          | 1:27:45.9 | 1+11   |
| 2    | Japan               | Sanae Takano Tamami Tanaka Ikuyo Tsukidate Kanae Suzuki                | 1:28:26.0 | 7+21   |
| 3    | Kasachstan          | Jelena Dubok Olga Dudtschenko Irina Moschewitina Wiktorija Afanassjewa | 1:31:15.2 | 0+11   |
| 4    | Südkorea            |                                                                        | 1:38:28.6 | 1+14   |

7. Februar 2003